# Quận Martin, Florida
Quận Martin là một quận thuộc tiểu bang Florida, Hoa Kỳ. Quận lỵ đóng ở Stuart6. 
Dân số theo điều tra năm 2000 của Cục điều tra dân số Hoa Kỳ là 126.731 người.

## Địa lý
Theo Cục điều tra dân số Hoa Kỳ, quận này có diện tích 1950 km2, trong đó có 540 km2 là diện tích mặt nước.

## Lịch sử
Quận Martin được thành lập vào năm 1925 với phần phía bắc đến từ Quận St. Lucie và phần phía nam đến từ quận Palm Beach. Nó được đặt tên cho John W. Martin, Thống đốc Florida từ năm 1925 đến năm 1929.
Khi hạt được tạo ra, đường viền phía tây dọc theo bờ Hồ Okeechobee, cũng như biên giới của các hạt Glades, Okeechobee và Hendry. Quận Palm Beach trước đây đã tuyên bố tất cả các bề mặt của hồ như là một phần của khu vực, để có lợi cho việc phân phối quỹ đường cao tốc của bang và liên bang. Đại diện tiểu bang của quận Martin, William Ralph Scott của Stuart, đã khởi xướng kế hoạch phân chia hồ giữa các quận lân cận, tạo ra sự phân bổ công bằng hơn các quỹ của tiểu bang để tạo và bảo dưỡng đường. Tất cả các quận giáp ranh đã xác nhận công lý của sự thay đổi này và ủng hộ việc phê chuẩn, ngoại trừ Quận Palm Beach. Các đại diện từ quận Palm Beach sau đó đã trình bày đại diện William Scott bằng một bình nước, biểu thị "tất cả nước Bill Scott rời khỏi Quận Palm Beach". Chiếc bình được sở hữu bởi Stuart Heritage.